# Symphurus gilesii
Symphurus gilesii är en fiskart som först beskrevs av Alcock, 1889.  Symphurus gilesii ingår i släktet Symphurus och familjen Cynoglossidae. Inga underarter finns listade i Catalogue of Life.